# Царицино (район Москви)
Царицино — район у Південному адміністративному окрузі Москви і відповідне йому однойменне внутрішньоміське муніципальне утворення.

## Показники району
За даними на 2010 рік площа території району становить 843,44 га. Щільність населення — 14654,7 ос./км², площа житлового фонду — 1836,9 тис. м² (2010 рік).